# داني غارسيا (لاعب كرة قاعدة)
داني غارسيا (بالإنجليزية: Danny Garcia) هو لاعب كرة قاعدة أمريكي، ولد في 29 أبريل 1954 في بروكلين في الولايات المتحدة.

## وصلات خارجية
- داني غارسيا على موقعبيزبول رفرنس.كوم (الدوري الرئيسي) (الإنجليزية)
- داني غارسيا على موقعبيزبول رفرنس.كوم (الدوري الثانوي) (الإنجليزية)